# Acanthacris ruficornis
Acanthacris ruficornis es una especie de insecto ortóptero de la subfamilia Cyrtacanthacridinae, familia Acrididae, que se distribuye en África, Europa (sur de la península ibérica) y Asia (sur de la península arábiga).

## Morfología
Es un insecto grande, de color marrón amarillento con alas largas y una franja más clara a través de la espalda. Las antenas son cortas y robustas, los ojos son de color negro oscuro con rayas longitudinales y en el escudo del cuello tiene 3 surcos transversales. En las tibias presenta unas espinas largas de azul púrpura.

## Ecología
Habita en zonas arboladas, incluyendo parques, jardines y campos de cultivo. Suele preferir alimentarse de las hojas de árboles, más que de la hierba. Las hembras ponen gran número de huevos en suelo blando y húmedo, con especial querencia por los suelos removidos.
Es una especie propia de África al sur del Sáhara, pero al igual que otros saltamontes grandes y termófilos, viaja a menudo más allá de su área de distribución, encontrándose adultos a menudo en el sur de España. En la actualidad esta especie ya se reproduce en el sur de la península ibérica y es fácil ver ninfas. Éstas pueden ser de color verde o pardo.
En África, este gran saltamontes tiene cierta importancia para la alimentación humana, consumiéndose frito o asado.

## Subespecies
Las siguientes subespecies pertenecen a la especie Acanthacris ruficornis:
- Acanthacris ruficornis citrina (Serville, 1838)
- Acanthacris ruficornis ruficornis (Fabricius, 1787)